# Indywidualne Mistrzostwa Wielkiej Brytanii na Żużlu 2007

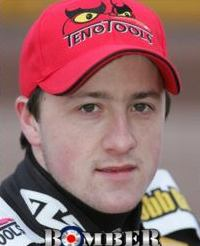
Chris Harris - mistrz Wielkiej Brytanii 2007

Indywidualne mistrzostwa Wielkiej Brytanii na żużlu – cykl turniejów żużlowych mających wyłonić najlepszych żużlowców brytyjskich w sezonie 2007. Tytuł wywalczył Chris Harris z Coventry Bees. 

## Finał
- 4 czerwca 2007 r.,  Wolverhampton

| Msc. | Zawodnik            | Klub                       | Pkt    |                  |  |
| ---- | ------------------- | -------------------------- | ------ | ---------------- |  |
| 1    | (6) Chris Harris    | Coventry Bees              | 14+3   | (3,3,3,3,2) +3   |  |
| 2    | (8) David Howe      | Wolverhampton Wolves       | 14+2   | (2,3,3,3,3) +2   |  |
| 3    | (3) Scott Nicholls  | Coventry Bees              | 13+2+1 | (2,3,2,3,3) +2+1 |  |
| 4    | (1) Edward Kennett  | Poole Pirates              | 13+3+0 | (3,3,2,3,2) +3+0 |  |
| 5    | (10) Daniel King    | Peterborough Panthers      | 9+1    | (3,2,2,2,0) +1   |  |
| 6    | (4) Oliver Allen    | Coventry Bees              | 9+0    | (1,2,1,2,3) +0   |  |
| 7    | (9) Lewis Bridger   | Eastbourne Eagles          | 8      | (2,2,1,w,3)      |  |
| 8    | (15) Simon Stead    | Belle Vue Aces             | 8      | (3,1,2,1,1)      |  |
| 9    | (13) Lee Richardson | Swindon Robins             | 7      | (1,0,3,2,1)      |  |
| 10   | (5) Chris Louis     | Ipswich Witches            | 7      | (d,1,3,1,2)      |  |
| 11   | (7) William Lawson  | Wolverhampton Wolves       | 4      | (1,0,0,2,1)      |  |
| 12   | (14) Richard Hall   | Peterborough Panthers      | 4      | (2,1,d,u,1)      |  |
| 13   | (11) Joe Screen     | Belle Vue Aces             | 4      | (1,2,1,d,-)      |  |
| 14   | (2) James Wright    | Belle Vue Aces             | 3      | (0,0,0,1,2)      |  |
| 15   | (12) Gary Havelock  | Middlesbrough Redcar Bears | 3      | (0,1,1,1,d)      |  |
| 16   | (16) Tai Woffinden  | Scunthorpe Scorpions       | 0      | (w,-,-,-,-)      |  |
|      | rez. Ben Wilson     | Sheffield Tigers           | 0      | (0,0,0)          |  |
|      | rez. Adam Roynon    | Rye House Rockets          | 0      | (0,0)            |  |

Bieg po biegu:
1. Kennett, Nicholls, Allen, Wright
2. Harris, Howe, Lawson, Louis (d/start)
3. King, Bridger, Screen, Havelock
4. Stead, Hall, Richardson, Woffinden (w)
5. Kennett, Bridger, Louis, Richardson
6. Harris, King, Hall, Wright
7. Nicholls, Screen, Stead, Lawson
8. Howe, Allen, Havelock, Wilson
9. Harris, Kennett, Screen, Roynon
10. Louis, Stead, Havelock, Wright
11. Howe, Nicholls, Bridger, Hall (d4)
12. Richardson, King, Allen, Lawson
13. Kennett, Lawson, Havelock, Hall (u)
14. Howe, Richardson, Wright, Screen (d)
15. Nicholls, King, Louis, Wilson
16. Harris, Allen, Stead, Bridger (w/u)
17. Howe, Kennett, Stead, King
18. Bridger, Wright, Lawson, Roynon
19. Nicholls, Harris, Richardson, Havelock (d4)
20. Allen, Louis, Hall, Wilson
Baraż (zawodnicy z miejsc 3-6):
21. Kennett, Nicholls, King, Allen
Finał:
22. Harris, Howe, Nicholls, Kennett